# Bet You Wanna
Bet You Wanna è un brano musicale del girl group sudcoreano Blackpink, quarta traccia del primo album in studio The Album, pubblicato il 2 ottobre 2020.

## Descrizione
Quarta traccia dell'album, Bet You Wanna vede la partecipazione della rapper statunitense Cardi B ed è stata scritta da quest'ultima assieme a Melanie Fontana, Teddy, Ryan Tedder, Steve Franks, Tommy Brown, Johnatan Descartes e Torae Carr. Il brano è stato composto in chiave Sol maggiore con un tempo di 112 battiti per minuto.

## Formazione
Musicisti
- Blackpink – voci
- Cardi B – voce aggiuntiva

Produzione
- Tommy Brown – produzione
- Mr. Franks – produzione
- Teddy – produzione
- Șerban Ghenea – missaggio

## Classifiche
| Classifica (2020) | Posizione massima |
| ----------------- | ----------------- |
| Australia         | 42                |
| Belgio (Vallonia) | 82                |
| Canada            | 58                |
| Corea del Sud     | 34                |
| Grecia            | 70                |
| Irlanda           | 43                |
| Lituania          | 45                |
| Malaysia          | 4                 |
| Portogallo        | 45                |
| Regno Unito       | 62                |
| Singapore         | 4                 |
| Stati Uniti       | 101               |
| Svezia            | 65                |